# Condemios de Arriba (kommun)
Condemios de Arriba är en kommun i Spanien.   Den ligger i provinsen Provincia de Guadalajara och regionen Kastilien-La Mancha, i den centrala delen av landet, 100 km nordost om huvudstaden Madrid. Antalet invånare är 146.